# Hermann-Josef Schüren
Hermann-Josef Schüren (* 1954 in Kerken, Pseudonym Rainer Schalk) ist ein deutscher Schriftsteller.
Schüren studierte nach dem Abitur am Collegium Augustinianum Gaesdonck Germanistik und Philosophie in Aachen und promovierte dort 1988 in Philosophie. Zu seinem Werk gehören Kinder- und Jugendbücher (meist unter dem Pseudonym Rainer Schalk), Krimis und historische Romane sowie einige Bildbände, zu denen er die Begleittexte schrieb. Schüren war Förderpreisträger der Stadt Aachen und Literaturstipendiat des Landes Nordrhein-Westfalen. Er lebt als Schriftsteller in Aachen, wobei er bis 2020 am Couven Gymnasium Deutsch und Philosophie unterrichtet hat.
Schüren erhielt im November 2016 den mit 10.000 Euro dotierten Niederrheinischen Literaturpreis der Stadt Krefeld.

## Veröffentlichungen
- Der Leib des Denkens. Untersuchungen zum Problem einer semiologischen Grundlegung des Hegelschen Begriffs. Phil. Diss. Aachen 1988.
- Rührmichnichtan. Verweigerungsgeschichten. Reinbek: Rowohlt 1988. (= rororo-Panther. 12280.) ISBN 3-499-12280-4.
- Gestatten: Quall. Grotesken. Maring-Noviand: Brand 1990. ISBN 3-925106-06-5
- Können Zähne fliegen? Erzählung. Reinbek: Rowohlt 1990. (= rororo-Rotfuchs. 581.) ISBN 3-499-20581-5. (Zusammen mit Franziska Kusch.)
- Die bunte Welt im Zirkuszelt. Akrobaten, Clowns und Tiere. Düsseldorf: Patmos 1992. ISBN 3-491-37259-3. (Zusammen mit Susanne Szesny.)
- Alopex, der kleine Fuchs. München: Franz Schneider 1992. ISBN 3-505-04683-3. (Zusammen mit Hans Hochhaus.)
- Das Hohe Venn. Bilder einer Landschaft. Eupen: Grenz-Echo-Verlag 1992. (= Edition Euregio.) ISBN 90-5433-006-6. (Photos: Willi Filz.)
- Pickobello & Co. Geschichten aus dem Schrank. Düsseldorf: Patmos 1992. (= Bücherwurm.) ISBN 3-491-37260-7.
- Unsere Baustelle. Düsseldorf: Patmos 1993. ISBN 3-491-37271-2. (Zusammen mit Detlev Schüler.)
- 50 Jahre später. Spuren der Ardennenoffensive 1944. Eupen: Grenz-Echo-Verlag 1995. ISBN 90-5433-029-5. (Zusammen mit Joseph Emonts-Pohl.)
- Auf dem Heimweg. Erzählungen. Köln: Emons 1995. (= Edition Kölner Texte. 4.) ISBN 3-924491-64-X.
- Der Römerschatz. Köln: Emons 1997. (= Köln-Krimi für Pänz. 3.) ISBN 3-89705-101-X. (Unter dem Pseudonym  Rainer Schalk.)
- Hinter Hecken. Momentaufnahmen aus der Eifel. Eupen: Grenz-Echo-Verlag 1997. ISBN 90-5433-100-3. (Photos: Peter Stollenwerk.)
- Mississippi Maastricht. Wie sich Belgier, Deutsche und Niederländer begegnen. Kurzgeschichten. Illustrationen von Pierre Doome. Eupen: Grenz-Echo-Verlag 1997. ISBN 90-5433-080-5.
- Tiefer als der Tag. Köln: Emons 1997. (= Aachen-Krimi. 1.) ISBN 3-924491-89-5.
- Tod eines Sofamelkers. Köln: Emons 1999. (= Niederrhein Krimi. 3.) ISBN 3-89705-140-0.
- Zeit der Wölfe. Historischer Roman. Köln: Emons 2003. ISBN 3-89705-282-2.
- Indianersommer. Köln: Emons 2004. (= Köln-Krimi für Pänz. 8.) ISBN 3-89705-250-4. (Unter dem Pseudonym  Rainer Schalk.)
- Falsche Väter. Köln: Emons 2010. (= Niederrhein Krimi. 4.) ISBN 978-3-89705-770-8.
- Junge Stiere. Eupen: GEV (Grenz-Echo Verlag) 2015. ISBN 978-3-86712-100-2